# Cléon (Fluss)
Der Cléon ist ein Fluss in Frankreich, der im Département Yonne in der Region Bourgogne-Franche-Comté verläuft. Er entspringt im südwestlichen Gemeindegebiet von Tonnerre, entwässert generell Richtung Nordnordwest und mündet nach rund 18 Kilometern an der Gemeindegrenze von Villiers-Vineux und Flogny-la-Chapelle als linker Nebenfluss in den Armançon.
In seinem Ober- und Mittellauf wird der Cléon weitgehend von der Hochgeschwindigkeits-Bahnstrecke LGV Sud-Est begleitet, in seinem Mündungsabschnitt quert er die Bahnstrecke Paris–Marseille.

## Orte am Fluss
(Reihenfolge in Fließrichtung)
- Tonnerre
- Tissey
- Vézannes
- Dyé
- Carisey
- Moulin de Verre, Gemeinde Flogny-la-Chapelle